# Ligne de tramway H (SNCV Groupe d'Itegem)
 (janvier 2022).
 (janvier 2022).
La mise en forme du texte ne suit pas les recommandations de Wikipédia : il faut le « wikifier ».
Les points d'amélioration suivants sont les cas les plus fréquents. Le détail des points à revoir est peut-être précisé sur la page de discussion.
- Les titres sont pré-formatés par le logiciel. Ils ne sont ni en capitales, ni en gras.
- Le texte ne doit pas être écrit en capitales (les noms de famille non plus), ni en gras, ni en italique, ni en « petit »…
- Le gras n'est utilisé que pour surligner le titre de l'article dans l'introduction, une seule fois.
- L'italique est rarement utilisé : mots en langue étrangère, titres d'œuvres, noms de bateaux, etc.
- Les citations ne sont pas en italique mais en corps de texte normal. Elles sont entourées par des guillemets français : « et ».
- Les listes à puces sont à éviter, des paragraphes rédigés étant largement préférés. Les tableaux sont à réserver à la présentation de données structurées (résultats, etc.).
- Les appels de note de bas de page (petits chiffres en exposant, introduits par l'outil «  Source ») sont à placer entre la fin de phrase et le point final[comme ça].
- Les liens internes (vers d'autres articles de Wikipédia) sont à choisir avec parcimonie. Créez des liens vers des articles approfondissant le sujet. Les termes génériques sans rapport avec le sujet sont à éviter, ainsi que les répétitions de liens vers un même terme.
- Les liens externes sont à placer uniquement dans une section « Liens externes », à la fin de l'article. Ces liens sont à choisir avec parcimonie suivant les règles définies. Si un lien sert de source à l'article, son insertion dans le texte est à faire par les notes de bas de page.
- La présentation des références doit suivre les conventions bibliographiques. Il est recommandé d'utiliser les modèles {{Ouvrage}}, {{Chapitre}}, {{Article}}, {{Lien web}} et/ou {{Bibliographie}}. Le mode d'édition visuel peut mettre en forme automatiquement les références.
- Insérer une infobox (cadre d'informations à droite) n'est pas obligatoire pour parachever la mise en page.

Pour une aide détaillée, merci de consulter Aide:Wikification.
Si vous pensez que ces points ont été résolus, vous pouvez retirer ce bandeau et améliorer la mise en forme d'un autre article.
La ligne H est une ancienne ligne du tramway de Malines de la Société nationale des chemins de fer vicinaux (SNCV) qui reliait Malines à Heist-op-den-Berg entre 1887 et 1957.

## Histoire
Tableaux : 1931 281 (Malines - Heist), 284 (Heist - Turnhout)
27 juin 1887 : Mise en service entre Malines Nekkerspoel, Heist-op-den-Berg et Iteghem (capital 12); écartement du Cap (1 067 mm); traction vapeur.
1890 : reprise de l'exploitation par la Kempische Stoomtram Maatschappij (KSM) (« Société du tramway à vapeur de la Campine »).
7 avril 1890 : extension de Heist-op-den-Berg à Westerlo.
1er juillet 1898 : extension de Westerlo à Geel.
15 septembre 1904 : exploitation de la section Heist-op-den-Berg Village - Iteghem reprise par la nouvelle ligne Heist-op-den-Berg - Zandhoven[réf. souhaitée].
15 septembre 1906 : extension de Geel à Turnhout.
17 novembre 1911 : extension de Malines Nekkerspoel à la gare de Malines par les boulevards de ceinture (Zandpoortvest) et la rue de la gare (Stationsstraat).
1919 : mise à l'écartement métrique (1 000 mm).
1920 : reprise de l'exploitation par la SNCV.
31 juillet 1932 : électrification entre Malines Gare et Heist-op-den-Berg Village (sauf la section Malines Nekkerspoel - Malines Pasbrug déjà électrifiée pour la ligne 2).
31 août 1949 : suppression de la section Westerlo - Turnhout (traction autonome).
11 avril 1953 : suppression de la section Heist-op-den-Berg - Westerlo (dernière section en traction autonome).
30 avril 1957 : suppression du service électrique H (seul restant).